# Drynaria rigidula
Drynaria rigidula là một loài thực vật có mạch trong họ Polypodiaceae. Loài này được (Sw.) Bedd. miêu tả khoa học đầu tiên năm 1869.

## Hình ảnh

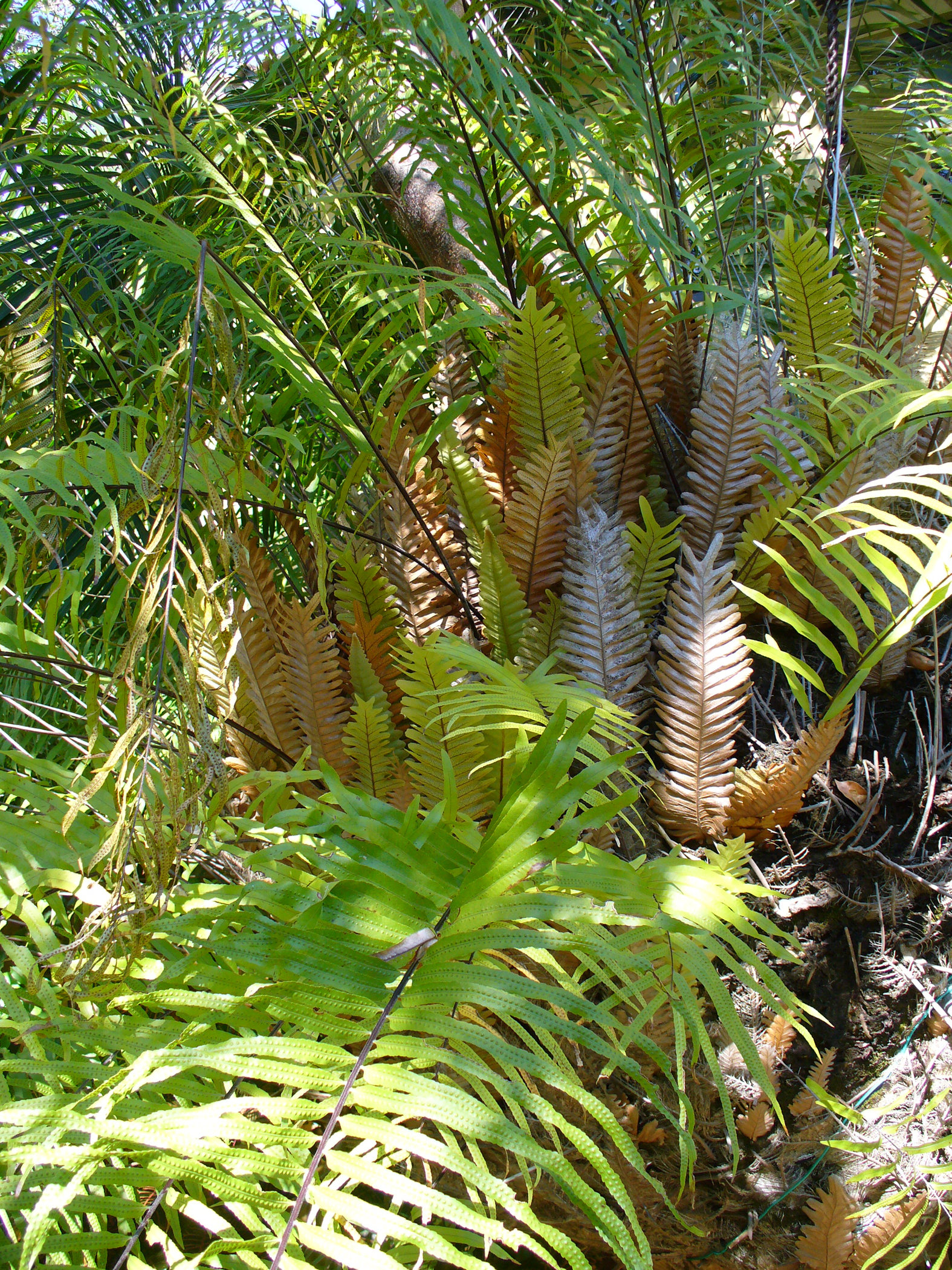